# Ноай, Анн де
Герцог Анн де Ноай (фр. Anne de Noailles; после 1613 — 15 февраля 1678, Париж) — французский военный и государственный деятель.

## Биография
Сын Франсуа де Ноая, графа д'Айен, и Розы де Роклор.
Герцог де Ноай, пэр Франции, маркиз де Монклар и де Монши-ле-Шатель, барон де Мальмор, Шамбр и Карбоньер, сеньор части Брива.
Первоначально титуловавшийся маркизом де Монклар, последовательно служил корнетом, лейтенантом и капитаном роты шеволежеров, пока 16 декабря 1635 года не получил патент на формирование пехотного полка. Участвовал с этим полком в бою на Тичино в Италии в 1636 году, в разгроме герцога Моденского в 1637-м и деблокировании Бремена в 1638-м.
В 1639 году стал называться бароном де Ноаем, и такое же название получил его полк. Участвовал в осаде Тьонвиля и бою перед этой крепостью под командованием маркиза де Фёкьера, в осаде и взятии Арраса в 1640 году, в бою при Иврее, деблокировании Чивассо, осаждённого принцем Томасом, взятии Кони в 1641 году, бою у Вальса, в сражении при Вильфранше, а в кампании 1642 года на пиренейском театре во взятии Коллиура, Монсона и Перпиньяна. В мае 1643 сражался в битве при Рокруа под знамёнами герцога Энгиенского, и 28 числа был произведён в лагерные маршалы, после чего участвовал во взятии Тьонвиля и Сирка.
25 мая 1644, после отставки отца, был временно назначен сенешалем и губернатором Руэрга, командовал там в 1644—1645 годах. 15 декабря 1645 получил роту жандармов и стал титуловаться графом де Ноаем.
После смерти отца 15 января 1646 был временно назначен сенешалем Родеса и генеральным наместником в Верхней Оверни. Губернатор города и цитадели Перпиньяна, 28-го временно назначен капитаном вольной роты из трехсот человек, составлявших гарнизон цитадели. 1 февраля временно назначен подполковником Корабельного полка, в котором полковником был покровительствовавший Ноаю кардинал Мазарини. Тогда же отказался от командования пехотным полком. В том же году был послан в Каталонию, чтобы работать с графом д'Аркуром и в сотрудничестве с господами Маргеритом и Марка; 9 августа получил на этот счёт две инструкции, одну секретную, другую дозволенную для оглашения.
После удаления от двора маркиза де Шанденье король 18 августа 1648 назначил графа де Ноая исполнять должность капитана шотландской роты телохранителей. Граф служил при особе монарха в 1648—1649 годах.
Кардинал Мазарини отказался от должности полковника Корабельного полка в пользу герцога де Кандаля. Ноай, также переставший быть подполковником, патентом от 25 июня 1650 сформировал пехотный полк, а патентом от 26-го кавалерийский. 12 сентября он был произведён в генерал-лейтенанты, после чего участвовал в осаде Бордо во время Фронды.
Приказами от 26 июня 1651 и 6 октября 1652 назначался в Каталонскую армию, но в военных действиях не участвовал, и его полки были распущены в конце кампании 1652 года.
27 декабря 1653 временно назначен капитаном гвардии телохранителей, хотя маркиз де Шанденье отказался уходить с этой должности.
10 мая 1656 назначен командовать в завоеванном Руссильоне в должности генерального наместника. 12 апреля 1657 снова назначен в Каталонскую армию, но в это время войска не вели боевых действий. В 1658 году сопровождал короля в Пикардию.
Провинция Руссильон, Конфлан и Сердань была уступлена Франции по условиям Пиренейского трактата 7 ноября 1649. 1 февраля 1660 граф де Ноай был временно назначен губернатором и генеральным наместником провинции в целом, и города и цитадели Перпиньяна в частности.
31 декабря 1661 пожалован в рыцари орденов короля.
Жалованной грамотой, данной в декабре 1663 в Париже, графство Айен возводилось в ранг герцогства-пэрии с названием Ноай. Парижский парламент зарегистрировал это пожалование 15 декабря, и в тот же день новый герцог принёс присягу.
Патентом от 22 февраля 1677 герцог де Ноай сформировал пехотный полк. В ноябре он отказался от герцогского титула в пользу сына, сохранив положенные почести. 2 декабря 1677, после отставки маркиза де Шанденье снова временно получил шотландскую роту королевских телохранителей.
1 февраля 1678 уступил должность генерального наместника Верхней Оверни своему сыну.

## Семья
Жена (контракт 13.12.1645): Луиза Буайе (1632—22.05.1697), камер-фрейлина Анны Австрийской, дочь Антуана Буайе, сеньора де Сен-Женевьев-де-Буа, и Франсуазы де Виньякур
Дети:
- герцог Анн-Жюль де Ноай (5.02.1650—2.10.1708). Жена (13.08.1671): Мари-Франсуаза де Бурнонвиль (08.1656—16.07.1748), дочь герцога Амбруаза-Франсуа де Бурнонвиля и Лукреции-Франсуазы де Ла Вьёвиль
- Луи Антуан де Ноай (27.05.1651—4.05.1729), архиепископ Парижский, кардинал
- Жак де Ноай (9.11.1653—22.04.1712), мальтийский рыцарь, генерал-лейтенант галер короля, посол Мальтийского ордена во Франции
- маркиз Жан-Франсуа де Ноай (28.08.1658—23.06.1699), лагерный маршал. Жена (4.05.1687): Маргерит-Тереза Руйе (1660—1729), дочь Жана Руйе, маркиза де Меле, и Мари-Анн де Коман д'Астрик
- Луиза-Анна де Ноай (29.11.1662—12.1693). Муж (1.06.1680): Анри-Шарль де Бомануар, маркиз де Лаварден (1644—1701)
- Жан-Батист-Луи-Гастон де Ноай (8.07.1669—15.09.1720), граф-епископ Шалонский